# کترینگ، تاسمانی
کترینگ (به انگلیسی: Kettering) یک شهرک در استرالیا است که در تاسمانی واقع شده‌است.